# Stefan Kozłowski (działacz ludowy)
Stefan Rafał Kozłowski (ur. 22 lipca 1859 w Rembieszycach, zm. 14 kwietnia 1908 w Warszawie) – działacz społeczny i rolniczy, założyciel Towarzystwa Rolniczego Kieleckiego, właściciel majątku Przybysławice.

## Życiorys
Syn Bronisławy z Radziejowskich i Romualda Kozłowskiego, właściciela wsi Rembieszyce, Lipnica i Wola Tesserowa; brat Ireny W. Kosmowskiej, literatki, publicystki i działaczki społeczno-oświatowej. Żonaty z Marią Strasburger (1891), córką Leona Strasburgera. Ojciec Leona Kozłowskiego profesora archeologii, premiera rządu RP w latach 1934-1935, Tomasza Kozłowskiego legionisty, posła na Sejm RP w latach 1930–1939 i Anieli Kozłowskiej profesor botaniki; dziadek Stefana Kozłowskiego – geologa i ekologa.
Wychowywał się w rodzinie znanej z patriotycznej tradycji – jego pradziadek Teodor Radziejowski, pułkownik wojsk polskich, walczył w kampaniach 1792, 1794, 1806–1807, 1809 i 1812. Podczas Powstania styczniowego dwór w Rembieszycach położony niedaleko Wiernej Rzeki udzielał pomocy i schronienia oddziałom powstańczym.
W 1882 ukończył z wynikiem bardzo dobrym wydział rolniczy Politechniki Ryskiej uzyskując stopień agronoma. Podczas studiów w Rydze był współzałożycielem korporacji studenckiej Arkonia i autorem deklaracji ideowej Arkonii znanej jako Podanie Kozłowskiego.
W latach 1883–1895 administrował majątkami w Woli Tesserowej i Rembieszycach. Od 1895 właściciel majątku Przybysławice k. Miechowa. Jeden z inicjatorów wskrzeszenia Towarzystwa Rolniczego w Królestwie Polskim, w latach 1896–1898 starał się o uzyskanie zgody na jego utworzenie w Petersburgu. W powstałym w latach 1898–1899 Towarzystwie Rolniczym Kieleckim zorganizował i prowadził dział handlowy, najpierw w Kielcach a od 1906 w Lublinie. Współinicjator utworzenia chłopskiej organizacji rolniczej "Jutrzenka" i jeden z głównych organizatorów wystawy rolniczej w Miechowie w 1903. W 1905 założył pierwsze w powiecie miechowskim wiejskie Kółko Rolnicze w Przybysławicach, w 1907 wspólnie z żoną ufundował ochronkę i zorganizował tajną szkołę. Czynnie wspierał działalność oświatową i wydawniczą prowadzoną przez Konrada Prószyńskiego.

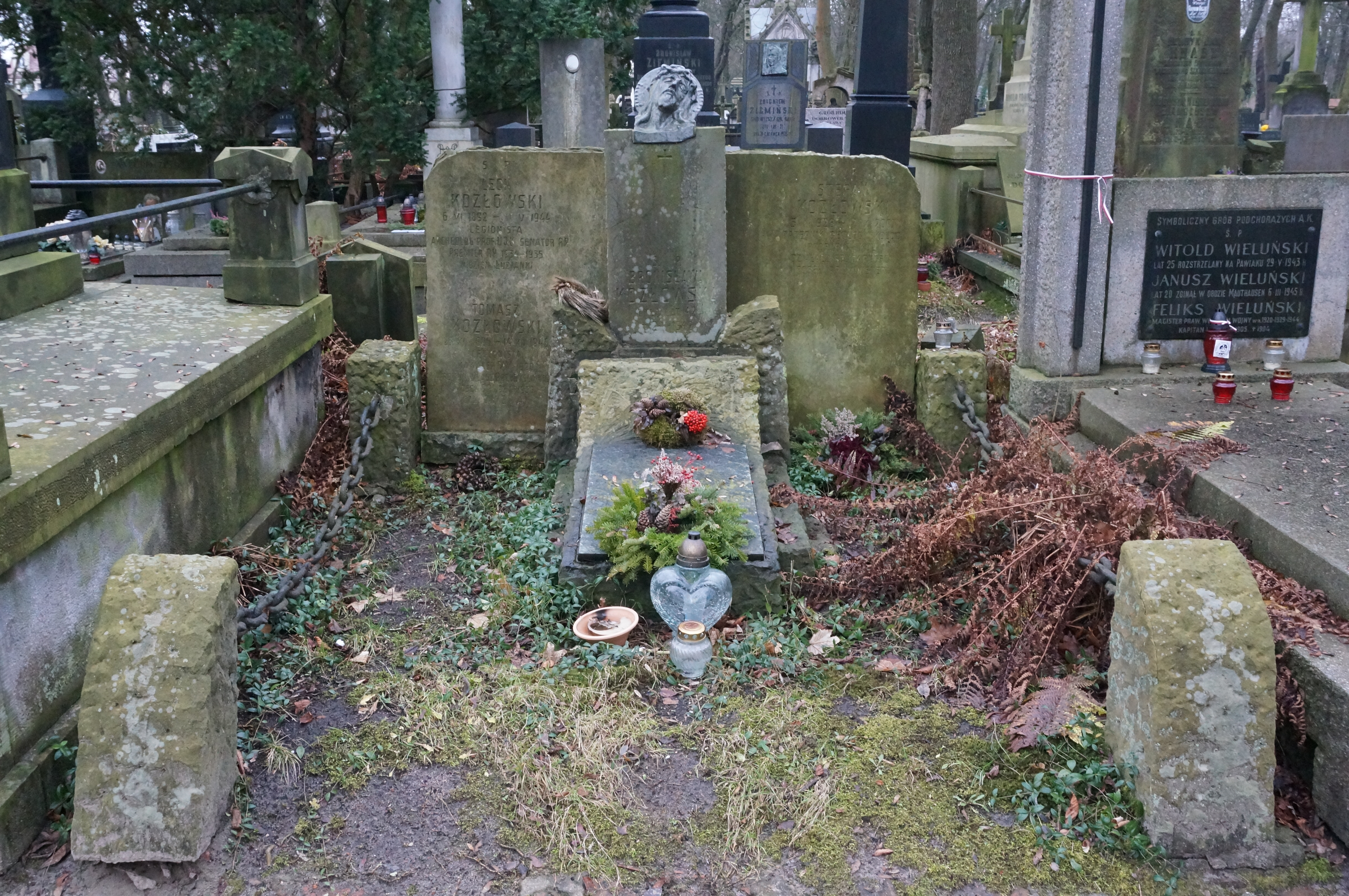
Grób Stefana Kozłowskiego na cmentarzu Powązkowskim

Inicjował i organizował akcje upamiętniania postaci wielkich Polaków. W 1900 ufundował 2-metrową, marmurową tablicę pamiątkową w kościele parafialnym w Złotnikach w dwusetną rocznicę urodzin Stanisława Konarskiego. Był inicjatorem wystawienia pierwszego w Królestwie Polskim pomnika Stanisława Staszica, odsłoniętego 2 września 1906 w parku miejskim w Kielcach.
W 1905 za organizowanie akcji wprowadzania języka polskiego do administracji gminnej został wydalony z granic Królestwa Polskiego do Petersburga, gdzie starał się (m.in. u hrabiego Tołstoja) o koncesje dla szkół polskich. Działał w utworzonej w 1906 Polskiej Macierzy Szkolnej, publikował artykuły w czasopismach (m.in. Naród, Gazeta Codzienna, Gazeta Kielecka).
Wspierał czynnie ruch narodowy na Śląsku, zwłaszcza działalność Wojciecha Korfantego. Należał do Stronnictwa Narodowo-Demokratycznego.
Pochowany na cmentarzu Powązkowskim (kwatera 33, rząd 6 grób 23/24). Tablica pamiątkowa ku czci Stefana Kozłowskiego ufundowana przez Towarzystwo Rolnicze Kieleckie znajduje się w prezbiterium kościoła parafialnego w Szreniawie.

### Publikacje
- Stefan Kozłowski, Miejsce urodzenia X. St. Konarskiego, w: Ateneum T.II, 1901
- Stefan Kozłowski, Zasady kooperacyi wobec naszych spółek i stowarzyszeń, Kielce 1904
- Stefan Kozłowski, Pamięci Staszica., Kielce 1906, Druk "Gazety Kieleckiej"